# Коптево (Ясногорск)
Коптево — упразднённая в 1989 году деревня Ясногорского района, вошедшая в состав города Ясногорск в Тульской области России. Входила на год упразднения в состав Архангельского сельсовета. Название сохранилось в названии улицы Коптевская.

## География
Расположено было в пределах северной части Среднерусской возвышенности, у реки Вашана, к юго-западу от города.

## История
Решением Тульского облисполкома 11 апреля 1989 г.в состав г. Ясногорска включены деревни Коптево Архангельского сельсовета, Васькино Хотушского сельсовета Ясногорского района